# MLS Defender of the Year
MLS Defender of the Year (v překladu Obránce roku v Major League Soccer) je fotbalové ocenění, které je udělováno pravidelně od roku 1996 v zámořské fotbalové lize Major League Soccer hrané v USA a Kanadě nejlepšímu obránci sezóny.

## Přehled vítězů
Zdroj:
| Ročník | Hráč              | Klub                   |
| ------ | ----------------- | ---------------------- |
| 1996   | John Doyle        | San Jose Clash         |
| 1997   | Eddie Pope        | D.C. United            |
| 1998   | Luboš Kubík       | Chicago Fire           |
| 1999   | Robin Fraser      | Los Angeles Galaxy     |
| 2000   | Peter Vermes      | Kansas City Wizards    |
| 2001   | Jeff Agoos        | San Jose Earthquakes   |
| 2002   | Carlos Bocanegra  | Chicago Fire           |
| 2003   | Carlos Bocanegra  | Chicago Fire           |
| 2004   | Robin Fraser      | Columbus Crew          |
| 2005   | Jimmy Conrad      | Kansas City Wizards    |
| 2006   | Bobby Boswell     | D.C. United            |
| 2007   | Michael Parkhurst | New England Revolution |
| 2008   | Chad Marshall     | Columbus Crew          |
| 2009   | Chad Marshall     | Columbus Crew          |
| 2010   | Jámison Olave     | Real Salt Lake         |
| 2011   | Omar Gonzalez     | Los Angeles Galaxy     |
| 2012   | Matt Besler       | Sporting Kansas City   |
| 2013   | José Gonçalves    | New England Revolution |
| 2014   | Chad Marshall     | Seattle Sounders FC    |
| 2015   | Laurent Ciman     | Montreal Impact        |
| 2016   | Matt Hedges       | FC Dallas              |
| 2017   | Ike Opara         | Sporting Kansas City   |
| 2018   | Aaron Long        | New York Red Bulls     |
| 2019   | Ike Opara         | Minnesota United FC    |
| 2020   | Walker Zimmerman  | Nashville SC           |
| 2021   | Walker Zimmerman  | Nashville SC           |
| 2022   | Jakob Glesnes     | Philadelphia Union     |
| 2023   | Matt Miazga       | FC Cincinnati          |